# Bitsch VS
Bitsch je obec v okrese Östlich Raron v německy mluvící části kantonu Valais ve Švýcarsku. Žije zde 974 obyvatel.

## Geografie
Obec je situována na jižních svazích hor v okrese Östlich Raron, na řece Rotten. Je tvořena malými rozptýlenými osadami a hlavní vesničkou Wasen. Sousedními obcemi jsou Naters, Riederalp a Termen.

## Historie

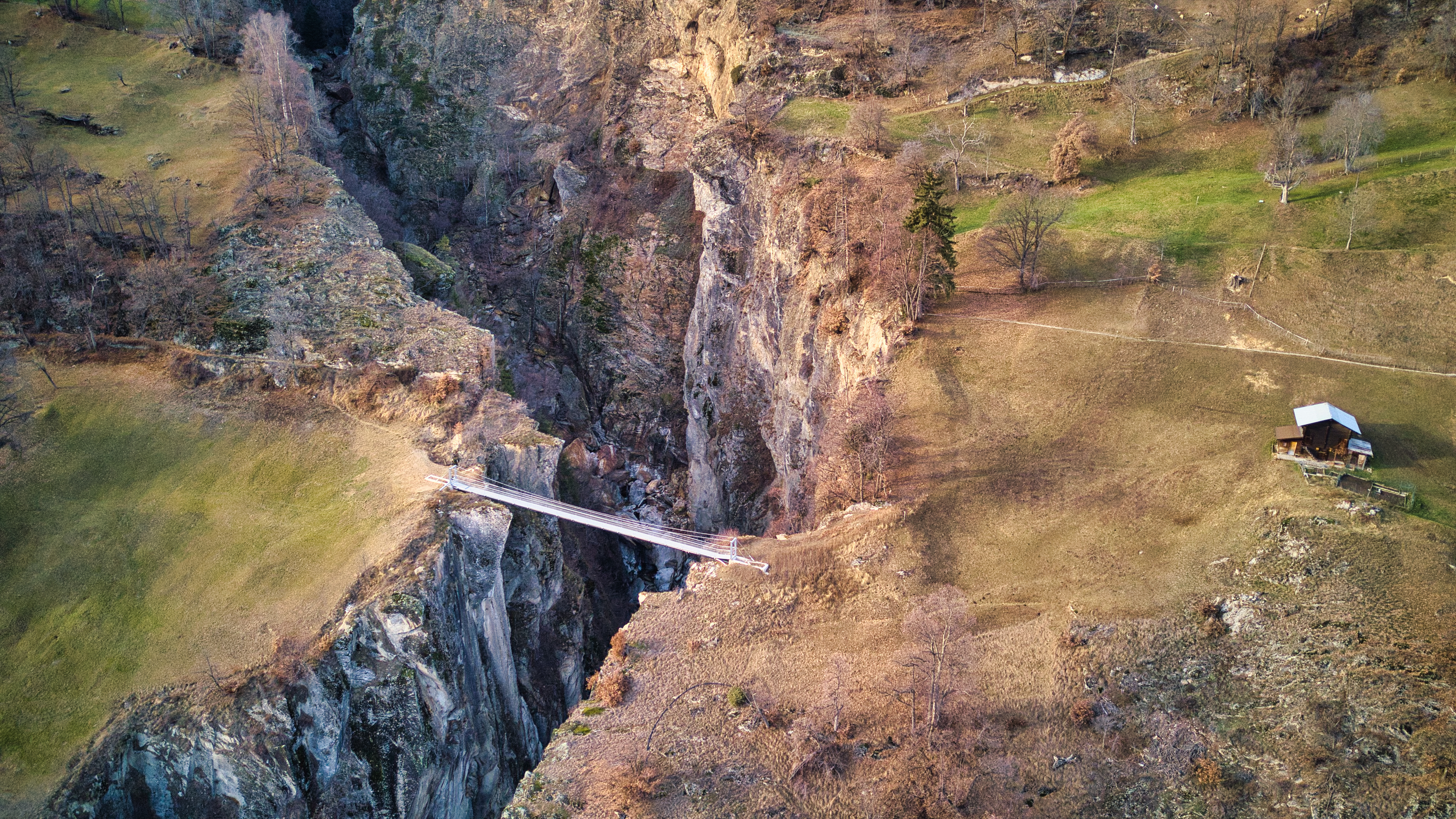
Soutěska Massaschlucht

Zavlažovací kanál „Bitscheri“, který se používá dosud, byl poprvé zmíněn v roce 1408. Kaple Nanebevzetí Panny Marie v malé vesničce Wasen byla postavena v roce 1657. Burgerhaus ve Wasenu měl být postaven v roce 1703. V roce 1730 byla postavena poutní kaple.
V roce 1799 se u starého mostu Massaboden odehrála bitva proti Francouzům. V letech 1951/52 a 2002 byly na ploše 10 000 m² učiněny archeologické nálezy celostátního významu.
Do roku 1889 tvořily Bitsch a Ried jednu politickou obec. V roce 1898 byl postaven kanál Hennebique, nejstarší betonová stavba svého druhu ve Švýcarsku, v Massabodenu byla v letech 1915/16 postavena elektrárna Massaboden.
Výstavbou elektrárny Electra-Massa v roce 1964 vznikla vodní nádrž Gibidum. Přehradní hráz je vysoká 120 metrů. Od roku 1975 došlo k rozmachu výstavby rekreačních bytů. Dnes v nich žijí převážně místní obyvatelé. V roce 1977 byl v Massabodenu postaven kostel bratra Klause.

## Obyvatelstvo
| Vývoj počtu obyvatel | Vývoj počtu obyvatel | Vývoj počtu obyvatel | Vývoj počtu obyvatel | Vývoj počtu obyvatel | Vývoj počtu obyvatel | Vývoj počtu obyvatel | Vývoj počtu obyvatel | Vývoj počtu obyvatel | Vývoj počtu obyvatel |
| -------------------- | -------------------- | -------------------- | -------------------- | -------------------- | -------------------- | -------------------- | -------------------- | -------------------- | -------------------- |
| Rok                  | 1850                 | 1900                 | 1950                 | 2000                 | 2010                 | 2012                 | 2014                 | 2016                 |                      |
| Počet obyvatel       | 158                  | 527                  | 320                  | 747                  | 852                  | 852                  | 866                  | 932                  |                      |

Počet obyvatel obce je mírně rostoucí. K římskokatolické církvi se hlásí 88,1 % obyvatel, 96,5 % obyvatel je německy mluvících.

## Doprava

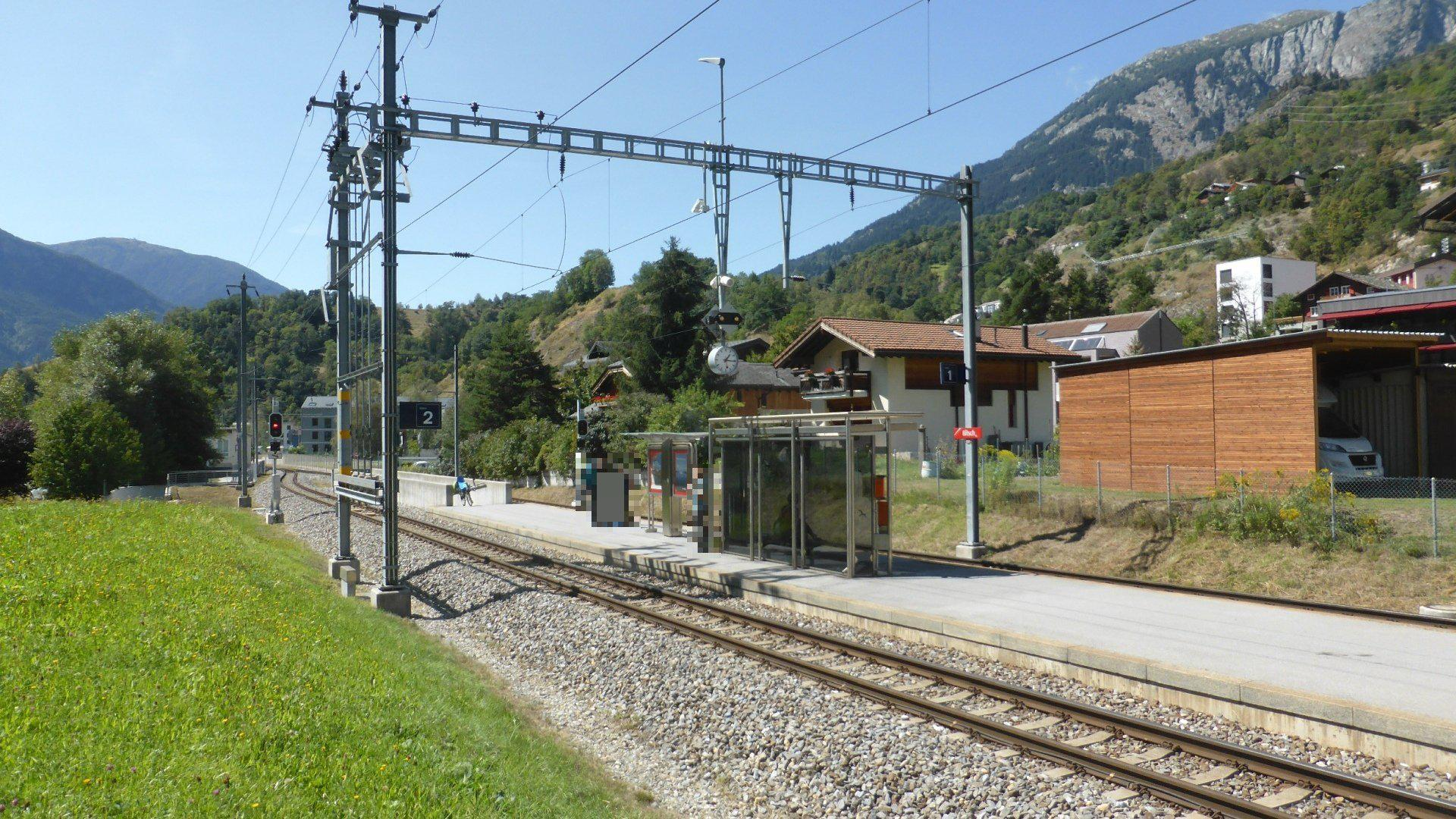
Železniční stanice Bitsch

Obcí prochází hlavní silnice č. 19 z Brigu do Oberwaldu. Železniční stanice Bitsch leží na trati Furka-Oberalp-Bahn, kterou provozuje společnost Matterhorn Gotthard Bahn.